# Христо Трендафилов
Христо Трендафилов е български литературовед и културолог старобългарист и палеославист, професор в Шуменския университет.

## Биография
роден на 6 януари 1952 г. в с. Антон, Софийска област. Завършва средно образование в Русе (1971) и „Българска филология“ с втора специалност „Руски език“ през 1978 г. във Висшия педагогически институт „Епископ Константин Преславски“. През същата година печели националната награда за студентска литературна критика „Боян Пенев“ и е назначен като специалист филолог към Научен център „Преславска книжовна школа“ в същия институт.
От 1980 г. до 1984 г. е редовен аспирант в Московския държавен университет „М. В. Ломоносов“, където защитава кандидатска дисертация (малък докторат) на тема „Полемическото наследство на Константин Философ в староруската литература“. От 1984 г. до 1991 г. е преподавател във Висшия педагогически институт в Шумен и участник в Научен център „Преславска книжовна школа“. От 1991 г. до 1995 г. е лектор по български език и култура в Санктпетербургския държавен университет. През 1994 г. защитава в Московския държавен университет (МГУ) докторска дисертация (голям докторат) на тема „Богословието“ на Йоан Дамаскин в старата руска литература“. През същата година е избран за доцент, а през 2000 г. – за редовен професор по „Стара българска литература“ в Шуменския университет. От 2002 г. до 2005 г. е ръководител на Катедрата по българска литература и завеждащ Научния център „Преславска книжовна школа“. От 2005 г. е лектор по български език и култура в Будапещенския университет „Йотвьош Лоранд“.
През времето 1978 – 1980 г. и 1984 – 1988 г. е ръководител на Студентския литературен клуб „Боян Пенев“ в Шуменския университет. Водил е лекционни и спецкурсове по: „Стара българска литература“ и „Стара руска литература“, „Руски фолклор“, „Възрожденска“, „Нова“ и „Най-нова българска литература“, „Старобългарска духовна книжнина“, „Увод в кирилометодиевистиката“, „Увод в Преславската култура“, „Византийската цивилизация“, „Руски цивилизационни теории“, „Семиотика на историята“ и други – в Шуменския университет, в Пловдивския университет „Паисий Хилендарски“, Варненския свободен университет „Черноризец Храбър“, Кърджалийския институт „Любен Каравелов“, Добричкия педагогически колеж.
Отговорен редактор е на ред от томовете на „Преславска книжовна школа“, на „Годишника на Филологическия факултет“ към Шуменски университет и на Архива за старобългарски извори „Глубины духовнъен“.
Научните му интереси са в областта на византийската цивилизация, старобългарската и староруската литература, руския фолклор и др. Автор е на повече от 140 студии, статии, рецензии, някои от които са публикувани в Русия, Чехия, Австрия, Унгария и др.
Член е на Специализирания научен съвет по литературознание към ВАК (1998 – 2006), на Съюза на учените в България (1985) и на Дружеството на писателите в Шумен (1988).
Сред основателите е на Научния център за православна култура и изкуства „Свети Архангел Михаил“ – Шумен (Zentrum für mediävistische Studien St. Erzengel Mihael) към Факултета по хуманитарни науки на Шуменския университет „Епископ Константин Преславски“.
Член е на журито на националната награда „Иван Пейчев“ през 2009 г., 2013 г. и 2019 г.

## Признание
Почетен гражданин на Шумен (2018).

### Книги
- „Етюди по поетика на историята“. Пловдив, 1994, 119 с.
- „Младата поезия: 1975 – 1989“. Шумен, 1995, 111 с.
- ((ru)) „Учебные задания к курсу разговорного языка для студентов III курса: Архитектурные и исторические памятники Петербурга. Часть II. Эрмитаж“. (в съавт. със З. К. Шанова) Санкт Петербург, 1995, 36 с.
- „Хазарската полемика на Константин-Кирил“. София: УИ „Св. Климент Охридски“, 1999, 256 с. (ISBN 954-07-1040-5)
- „Йоан Екзарх Български“. София: Време, 2001, 144 с. (ISBN 954-8568-15-2)
- „Завръщане в Санкт Петербург“. Велико Търново: Фабер, 2005, 96 с. (ISBN 954-775-413-0)
- „Младостта на цар Симеон“. София: ПАМ Пъблишинг прес, 2010, 128 с. (ISBN 978-954-92526-4-4)
- „Цар и век: Времето на Симеона“. Шумен: УИ „Епископ Константин Преславски“, 2017, 532 с. (ISBN 978-619-201-129-1)
- „Затворената история и нейните проливи“. Велико Търново: Фабер, 2018, 176 с. (ISBN 978-619-00-0781-4)
- „Лунни пчели“. Велико Търново: Фабер, 2019, 180 с. (ISBN 978-619-00-0883-5)

### Съставителство и научна редакция
- Димитров, Пейо. „Петър Черноризец“. Шумен, 1995, 200 с.
- ((ru)) „Антология болгарской литературной критики“. (в съавт. с проф. В. Д. Андреев) Санкт Петербург, 1998
- „Христоматия по стара българска литература“. Пловдив: Христо Г. Данов, 1998, 490 с. (ISBN 954-442-068-1)
- Якобсон, Роман. „Езикът на поезията“. София: Захарий Стоянов, 2000, 462 с. (ISBN 978-954-739-018-8)
- Бичков, В. „Кратка история на византийската естетика“. София: Тавор, 2000, 416 с. (ISBN 954-734-044-1)
- Аверинцев, С. „Ранновизантийската литература. Традиция и поетика“. София: Тавор, 2000, 470 с. (ISBN 954-734-043-3)
- „Измарагд. Избрани творби на старобългарската литература VII-XII век“. Велко Търново: Фабер, 2010, 332 с. (ISBN 978-954-400-173-5)
- „Глубины книжные“. Шумен: Университетско издателство „Еп. Константин Преславски“, серия: Архив за старобългарски извори, Т. 2 (ISBN 954-577-225-5)

### Студии и статии
- Най-младата поезия и времето. // Тракия, 1978, № 1, с. 181 – 189.
- Осмисляне на опита. // Литературен фронт, 18.07.1980.
- Иван Цанев – традиция и индивидуален талант. // Тракия, 1981, № 2, с. 136 – 142.
- Кириловото определение на философията (кратка и пространна редакция). // Език и литература, XXXVII, 1982, № 1, с. 49 – 53.
- Без изненади („За“ и „против“ десет поетически дебюта). // Септември XXXV, 1982, № 4, с. 188 – 189.
- Леонид Кавелин като изследовател на старобългарския Х век. // Плиска – Мадара – Преслав, № 14, май 1982.
- Между съмненията и надеждата // Септември, XXXVI, 1983, № 7, с. 212 – 222.
- Важни наблюдения в две старобългарски приписки от Преслав. // Плиска – Мадара – Преслав, № 15, декември 1983.
- Българският Златен век като културен мит и историческа реалност. // Плиска – Мадара – Преслав, № 17, декември 1984.
- ((de)) Die altkirchenslawischen Vita Constantini und die Traditionen der slawischen Exegese. // Byzantinoslavica, XLVI, 1985, 1, p. 33 – 39.
- Книгите на Константин-Кирил и словата на Методий (Методий – редактор на антиюдейското съчинение на Константин-Кирил). // Die slawischen Sprachen, 9, 1985, S. 105 – 118.
- Жанрът на Херсонската легенда. // Наука и общество. Сборник в чест на акад. Емил Георгиев. София, 1986, с. 232 – 239.
- ((ru)) Неизвестный список Азбучной молитвы. // Palaebulgarica. Старобългаристика, X, 1986, № 1, с. 77 – 80.
- Светлината на делника (Иван Давидков на 60 години). // Септември, XXXIX, 1986, № 3, с. 244 – 247.
- Адмиралът на мечтите (70 години от рождението на Иван Пейчев). // Септември, XXXIX, 1986, № 12, с. 220 – 223.
- Език и реч на историята. // Сборник с доклади от научната сесия по случай учредяването на Kлуба на младия научен работник. Шумен, 1986, с. 18 – 22.
- Проглас към Евангелието на Константин-Кирил като средновековен манифест. // Проф. д-р Симеон Русакиев. Сборник с научни доклади и съобщения. Шумен, 1987, с. 147 – 153.
- Сказание за буквите на Черноризец Храбър – рецепция и функция. // Сборник с доклади от II конгрес по българистика. Стара българска литература. Литература на българското Възраждане. София, 1987, с. 91 – 98.
- ((ru)) Житие Константина (Кирилла) Философа (Пространное). // Словарь книжников и книжности Древней Руси. XI – первая половина XIV в. Ленинград, 1987, с. 155 – 159.
- ((ru)) Житие Мефодия (Пространное). // Словарь книжников и книжности Древней Руси. XI – первая половина XIV в. Ленинград, 1987, с. 162 – 163.
- Първоначалният държавен прочит на християнството в България. // Проблеми на културата, 1988, № 6, с. 100 – 107.
- Нулевата степен на жанра. // Език и литература, XLIII, 1988,№ 6, с. 48 – 53.
- ((ru)) Интерьер реальности в Житии Константина и вопрос об аутентичности его авторских текстов. // Dziedzictwo misji slowianskiej Cyryla i Metodego. Kelce, 1988, s. 49 – 63.
- Етнологическите основи на Ботевата поезия. // Септември, XXXXII, 1989, 3. 1989, № 5, с. 230 – 244.
- Старобългарският владетел като писател (Антично – византийски образци и национална реализация). // Литературна мисъл, XXXIII, 1989, №4, с. 67 – 81.
- ((ru)) К вопросу об источниках и становлении древнеславянской экзегетической топики. // Sixieme congres international d`etudes du sud-est evropeen. Sofia. 30 agout – 5 septembre 1989. Resumes des communication. Art. Droit. Ethologie. Instruments du travail. Literature. Tables rondes. Linguistique. Sofia, 1989, p. 177 – 178 (Резюме).
- ((ru)) Пространное житие Константина-Кирилла и „Просветитель“ Йосифа Волоцкого (К вопросу о месте кирилло-мефодиевских традиций в литературе Московской Руси). // Palaebulgarica – Старобългаристика, XXXIII, 1989, № 3, с. 83 – 98.
- Проблеми на университетската поезия. // Септември, XXXXIII, 1990, № 1, с. 205 – 220.
- Речта на Философа в староруската Повесть временных лет и полемическите традиции на Константин-Кирил. // Старобългарска литература, 22, 1990, с.34 – 46.
- За тоталната и тоталитарната култура. // Литературен фронт, № 22, 31.05.1990.
- Първото славянско просвещение и неговите школи. // Die slawischen Sprachen, 21, 1990, S. 85 – 103.
- Наблюдения върху славянския превод на Хрониката на Георги Синкел. // Palaebulgarica – Старобългаристика, XIV, 1990, № 4, с. 100 – 110.
- Светилник на словото. Първото славянско просвещение. // Литературен форум, № 18, 1.05.1991.
- Числото 3 – формула и на тоталитаризма. // Литературен форум, № 40, 1.10.1991.
- Детронацията на Владимир-Расате в плана на формата. // Литература и култура. София, 1992, с. 84 – 93.
- Приписката на Черноризец Тудор Доксов и първобългарската летописна традиция. // Плиска – Преслав. Т. 5. Шумен, 1992, с. 275 – 280.
- ((ru)) К вопросу о первой славянской грамматике и о ее авторе. // Преслав. Т. 4. София, 1993, с. 217 – 223.
- Азбучният акростих „Азъ прэжде о Господе Бозе начинаю вэщати“ и кирило-методиевата традиция. // Сборник в чест на акад. Димитър Ангелов. София, 1994, с. 124 – 131.
- Хазарската полемика на Константин-Кирил и старобългарската литература от IX – началото на Х век. // Преславска книжовна школа. Т. 1. София, 1995, с. 138 – 149.
- „Небеса“ Иоанна Экзарха как пораждающая модель (обзор списков и структура текста). // 1100 години Велики Преслав. Т. 2. Шумен, 1995, с. 60 – 90.
- Недоизречените молитви на Лилиев. // Златоструй: Литературен сборник. Шумен, 1995, с. 148 – 152.
- Кирил и Методий в художествената литература. // Кирило – Методиевска енциклопедия. Том II. И-О. София, 1995, с. 287 – 301 (Съвместно с Ана Стойкова, Иван Павлов, Лили Лашкова и Георги Минчев).
- Кронщайнер, Ото. // Кирило-Методиевска енциклопедия. Том II. И-О. София, 1995, с. 468 – 470.
- Новооткрити преписи на трактата „За буквите“. // Българистика и българисти. Книга 2. София, 1996, с. 42.
- ((ru)) Переводы „Богословия“ Иоанна Дамаскина в русской и славянской филологии. // Труды Отдела древнерусской литературы. Санкт Петербург, 51, 1996, с. 658 – 667.
- Научният път на Пейо Димитров. // Медиевистични изследвания в памет на Пейо Димитров. Шумен, 1996, с. 11 – 14.
- Славянската патристика: вчера, днес, утре (методически бележки). // Медиевистични изследвания в памет на Пейо Димитров. Шумен, 1996, с. 17 – 24.
- ((ru)) Новые списки „О письменах“ Черноризца Храбра. // Епископ-Константинови четения. Книга 2. Шумен, 1996, с. 223 -227.
- Службата на Методий от Константин Преславски като исторически извор. // Епископ-Константинови четения. Книга 3. Шумен, 1996, с.34 – 43.
- Пространното житие на Константин-Кирил по Супрасълски препис от 1580 г. // Преславска книжовна школа. Т. 2. Изследвания в чест на акад. Александър Панченко. Шумен, 1997, с. 208 – 243.
- Александър Панченко – историк на славянската цивилизация. // Преславска книжовна школа. Т. 2. Изследвания в чест на акад. Александър Панченко. Шумен, 1997, с. 5 – 14.
- За литературно-критическите опити на Кирил Христов. // Кирил Христов. Нови изследвания. Шумен, 1997, с. 32 – 40.
- „Център“ и „периферия“ като метаезикови универсалии в средновековните преславски текстове. // Трудове на катедрите по история и богословие. Т.1. Шумен, 1997, с. 228 – 239.
- Инверсия на стила. // Годишник на Шуменския университет „Епископ Константин Преславски“. Т. ХIV А. Филологически и богословски науки. Шумен, 1997, с. 32 – 40.
- Нов препис на Азбучната молитва от Константин Преславски. // Любословие, II. Шумен, 1997, № 2, с. 113 – 115.
- ((ru)) „Богословие“ Иоанна Дамаскина в переводе Иоанна Экзарха Болгарского („Небеса“) и оригинальные произведения древнерусской литературы ХI – ХVI вв. // Преславска книжовна школа. Т. 3. Шумен, 1998, с. 85 – 118.
- ((ru)) Иоанн Экзарх и становление славянского теологического монологизма. // Медиевистика и културна антропология. Сборник в чест на 40-годишната творческа дейност на проф. Донка Петканова. София, 1998
- ((ru)) Предисловие Иоанна Экзарха Болгарского к переводу Богословия (Небеса) Иоанна Дамаскина в древнерусской рукописной традиции. // Русь и южные славяне: Сборник статей к 100-летию с дня рождения В. А. Мошина (1894 – 1994). Санкт Петербург, 1998, с. 305 – 313.
- ((ru)) К дальнейшему изучению семиотики истории. // Трудове на катедрите по история и богословие. Т. 2. Шумен, 1998, с. 109 – 118.
- Роман Якобсон, литературоведът. // Везни, VIII, 1998, № 9, с.15 – 19.
- Диалогът Иван Рилски – Цар Петър като историософски факт. // Преславска книжовна школа. Т. 4. Шумен, 1999, с. 20 – 31.
- ((ru)) „Небеса“ Иоанна Экзарха Болгарского и древнерусские духовные центры. // Преславска книжовна школа. Т. 4. Шумен, 1999, с. 165 – 194.
- Св. Методий като затворник в Швабия: поетика на хронологията. // Трудове на катедрите по история и богословие. Т. 3. Шумен, 1999, с. 107 – 114.
- Словото на Аверинцев и традициите на византийската поетика. // Везни, IX, 1999, № 10, с. 6 – 14.
- В памет на Стефан Кожухаров. // Литературна мисъл, XXXXIII, 1999, № 2, с. 183 – 186.
- Виктор Бичков и православната естетика. // Годишник на ШУ „Епископ Константин Преславски“, том ХV – А, Шумен, 2000, с. 4 – 9.
- Кога е роден архиепископ Методий? // Златоструй. Kнига 4. Шумен, 2000, с. 16 – 19.
- Роман Якобсон, литературоведът. // Якобсон, Р. Езикът на поезията, София, 2000, с. 5 – 23.
- Словото на Аверинцев и традициите на византийската поетика. // Аверинцев, С. Ранновизантийската литература: традиции и поетика. София, 2000, с. 5 – 26.
- По повод на две книги. // Култура, № 42, 27.10.2000, с. 4.
- Как расте тревата. // Даниела Табакова. 24 синапени зърна. Шумен, 2000, с. 3.
- Език и реч на историята. // Столетие. Литературна антология Шумен 1900 – 2000. Шумен, 2000, с. 161 – 164.
- Българските „Клетници“. // За Вазов: Юбилейна научна сесия „150 години от рождението на Иван Вазов“. Силистра, 2000, с. 70 – 75.
- Виктор Бичков и православната естетика. // Бичков, В. Кратка история на византийската естетика. София, 2000, с. 9 – 10.
- Вяра и история в два епизода от „Записките“. // Литературен форум, № 18 (441), 26.12.2000 – 8.01.2001, с. 4.
- Тотю Тотев и Велики Преслав. // Преславска книжовна школа. Т. 5. Изследвания в чест на проф. дин Тотю Тотев. София, 2001, с. 5 – 11
- Три непубликувани преписа на трактата „За буквите“ от Черноризец Храбър. // Преславска книжовна школа. Т. 5. Изследвания в чест на проф. дин Тотю Тотев. София, 2001.
- Национален характер и научен канон. // Литературен форум, № 43, 2001.
- Тотю Тотев и Велики Преслав. // Наука, XI, 2001, № 4, с. 50 – 53.
- История и благочестие: де се е поминал княз Борис-Михаил? // Преславска книжовна школа. Т. 6. София, 2002, с. 103 – 113.
- Отиде си един от големите. // Литературен форум, № 26, 2.07.-8.07.2002, с. 6 – 7.
- В памет на Александър Панченко. // Българистика Bulgarica. Информационен бюлетин. № 5. София, 2002, с. 75 – 78.
- Три непубликувани преписа на Херсонската легенда. // Глубин1 кънижьн1й8. Архив за старобългарски извори. Шумен, 2003, с. 7 – 66.
- Сетнините на едно излъчване: десет години без Пейо Димитров. // Трудове на Катедрите по история и богословие. Т. 5. В памет на Пейо Димитров. София, 2003, с. 5 – 7.
- Цикъл тълковни азбуки по ръкопис 103 от Воскресенската сбирка на ГИМ. // Трудове на катедрите по история и богословие. Т. 5. В памет на Пейо Димитров. София, 2003, с.126 – 141.
- Съществувала ли е оригинална българска историография? // Словесност и литература. Юбилеен сборник в чест на 60-годишнината на проф. Енчо Мутафов. Благоевград, 2003, с. 83 – 90.
- ((ru)) Царь Симеон – интерпретатор „Богословия“ Йоанна Дамаскина. // Slavia Orthodoxa Сборник в чест на проф. дфн Румяна Павлова. София, 2003, с. 395 – 397.
- Произведения, приписвани на Константин-Кирил Философ. // Кирило-Методиевска енциклопедия. Том III. П-С. София, 2003, с. 340 – 342.
- Тотев, Тотю. // Кирило-Методиевска енциклопедия. Том IV. Т-Я. Допълнение. София, 2003, с. 82 – 83 (Съвместно с П. Георгиев).
- Херсонска легенда. // Кирило-Методиевска енциклопедия. Том IV. Т-Я. Допълнение. София, 2003, с. 384 – 388.
- Буланин, Димитрий. // Кирило-Методиевска енциклопедия. Том IV. Т-Я. Допълнение. София, 2003, с. 623 – 625.
- Съществувала ли е оригинална българска историография? // LiterNet, 25.09.2003, № 9 (46).
- Преславски извори за трактата „За буквите“ на Черноризец Храбър. // Преславска книжовна школа. Т. 7. Изследвания в памет на проф. Иван Гълъбов. София, 2004, с. 279 – 291.
- Черноризец Храбър като Черноризец и Храбър. // Трудове на Катедрите по история и богословие. Т. 6. В чест на 75-годишнината на проф. дтн Тодор Събев. София, 2004, с. 135 – 144.
- Проглас към Евангелието: жанр – прецедент и функционална множественост. // Сборник в чест на проф. дфн Георги Данчев. Материали от Международната научна конференция Велико Търново, 13 – 14 декември 2002 г. Велико Търново, 2004, с. 63 – 70; също: LiterNet, 02.04.2004, № 4 (53).
- Кирило-Методиевата идея. // Българска книга. Енциклопедия. София, 2004, с. 222 – 224.
- ((ru)) „Небеса“ Иоанна Экзарха Болгарского в древнерусской рукописной традиции: обзор списков. // Гл9бин1 кънижьн1й8. II. Архив за старобългарски извори. Шумен, 2004, с. 9 – 73.
- Бележки върху българската омилетика през IХ – Х век. // Литературна историография и възрожденска култура. Шумен, 2004, с. 20 – 30.
- Вяра и история в два епизода от „Записките“. // LiterNet, 04.09.2004, № 9 (58).
- Национален характер и научен канон. // LiterNet, 06.10.2004, № 10 (59).
- ((ru)) Поездка Мефодия в Константинополь (ЖМ, XIII). // Byzantinoslavica, LXIII, 2005, с. 267 – 268.
- Историческата антропология на Арон Гуревич. // Гуревич, А. Средновековният свят. Културата на мълчащото мнозинство. Превод: Е. Трендафилова. София, 2005, с. 5 – 14.
- Борис Успенски – лингвист, семиотик, културолог. // Годишник на Шуменския университет „Епископ Константин Преславски“. Факултет по хуманитарни науки. Том 18 А. Шумен, 2005, с. 5 – 10.
- Табу и име в Пространното житие на Константин-Кирил. // Нустъ ученикь надъ учителемь своимь. Сборник в чест на проф. дфн Иван Добрев, член кореспондент на БАН и учител. Състав.: Анна-Мария Тотоманова и Татяна Славова. София, 2005, с. 67 – 80.
- ((ru)) К истокам поэтизации философии у славян. // Старобългарска литература, 33 – 34. В чест на Климентина Иванова, 2005, с. 179 – 186.
- Горазд в Пространното житие на Методий. // Преславска книжовна школа. Т. 8. Изследвания в чест на доц. д-р Мария Тихова. Шумен, 2005, с. 69 – 83.
- Паметта на забравата. A felejtes emlekezerte // Haemus – Хемус. 3 – 4. Будапеща – Budapest, 2005, с. 17 – 18.
- Из „Завръщане в Санкт Петербург“ (?????????). // The Tireless Seeker. Неуморният търсач. Сборник по случай 30-годишната преподавателска и научноизследователска работа на доц. д-р Ивайло Петров. Шумен, 2005.
- Българските „Клетници“. // LiterNet, 31 януари 2005, № 1 (62).
- Етнологическите основи на Ботевата поезия. // LiterNet, 27.08.2005, № 8 (69).
- Етнологическите основи на Ботевата поезия. // Историкии. 1. Юбилеен сборник – 10 години специалност „История“ в Шуменския университет. Шумен, 2006, с. 289 – 302.
- Именен показател (състав.). // Бичков, В. Под покрова на Св. София. (Духовно-естетическите основи на православната икона). Превод: Е. Трендафилова. София, 2006, с. 319 – 331.
- Кирило-методиевите ученици според най-старото житие на Наум. // Преславска книжовна школа. Т. 9. Шумен, 2006, с. 242 – 251.
- Закопнелите за България. 1120 години от спасяването на Кирило-Методиевото дело. Akik Bulgaria utan sovarogtak: 1120 eve, hogy megmentett ek Cirill es Metod muvet a jovonek. // Haemus – Хемус.1. Будапеща – Budapest, 2006, с. 3 – 6.
- Проф. Тотю Тотев и Велики Преслав. // Проф. Тотю Тотев и столицата Велики Преслав. София, 2006, с. 9 – 15. (Съвместно с П. Георгиев).
- „Център“ и „периферия“ като метаезикови универсалии в средновековните преславски текстове. // Проф. Тотю Тотев и столицата Велики Преслав. София, 2006, с. 409 – 419.
- Роман Якобсон, литературоведът. // LiterNet, 07.09.2006, №9 (82).
- Смехът на цар Симеон. // Studia Slavica Academiae Scientiarum Hungaricae. Vol. 52. Budapest, 2007, с. 421 – 424.
- Кога е роден архиепископ Методий? // A bulgarisztika ma. Eredmenyek es tavlatok (Opera Slavica Budapestinensia. Simposia Slavica). Budapest, 2007, с.121 – 127.
- Смъртта и канонизацията на княз Борис-Михаил. Borisz – Mihaly feidelem halala es szentte avatasa. // Хемус – Haemus. 2. Будапеща – Budapest, 2007, с. 43 – 48.
- Voila une belle morte (за топиката на историята в романа „Война и мир“). // Реката на времето. Река времен. Сборник статии в чест на проф. Людмила Боева (1934 – 2001). София, 2007, с. 289 – 299.
- Провинции. // Пламък, 2007, 11 – 12, с. 101 – 112.
- Словото на Аверинцев и традициите на византийската поетика. // LiterNet, 21.11.2007, № 11 (96)
- Унгарски и други фрагменти. // Любословие. Т. 8. Шумен, 2008, с. 14 – 31.
- ((ru)) Сверх-поведение в болгарской культуре X в. // Miscellanea Slavica: Сборник статей к 70-летию Бориса Андреевича Успенского. Москва, 2008, с.311 – 319.
- ((ru)) Петербургские списки Хроники Георгия Синкелла. // Историкии. Т. 3. Юбилеен сборник в чест на доц. д-р Стоян Витлянов по случай неговата 60-годишнина. Шумен, 2008, с. 349 – 358.
- Българинът като културен посредник. // Българският език и литература на кръстопътя на културите. Международна конференция Сегед, Унгария, 21 – 22 май 2007 г. Том I. Szeged, 2008, с. 7 – 21.
- ((ru)) Кирилловский миф в XX веке. // Vyznam kulturneho dedicstva sv. Cyrila a Metoda pre Europu. Nitra, 2008, с. 169 – 182.
- Кога е канонизиран княз Борис-Михаил? // Християнската култура в средновековна България. Материали от националната научна конференция, Шумен, 2 – 4 май 2007 г. По случай 1100 години от смъртта на св. княз Борис-Михаил (ок. 835 – 907 г.). Велико Търново, 2008, с. 125 – 128.
- 100 години български символизъм. Haemus – Хемус. 25 2008.
- Картата на Карата (Епилогът в „На чужда земя“). // Цветан Тодоров – теоретик и хуманист. Сборник в чест на Цветан Тодоров. София, 2009, с. 117 – 132; също: LiterNet, 03.05.2009, № 5 (114).
- Миниатюри. Miniaturok. // Haemus – Хемус. 1. Будапеща – Budapest, 2009, с.18 – 22.
- Вечният праезик. Цветан Тодоров на 70 години. Az orok oyelv. Tzvbetan Todorov hetveneves. // Haemus – Хемус. 1. Будапеща – Budapest, 2009, с.43 – 49.
- Праезикът на българската литература в творчеството на Юлия Кръстева и Цветан Тодоров. // LiterNet, 02.12.2009, № 12 (121).
- „Център“ и „периферия“ като метаезикови универсалии в средновековните преславски текстове. // LiterNet, 12.10.2009, № 10 (119)
- Българинът като културен посредник. // LiterNet, 30.03.2010, № 3 (124).
- Културен посредник (Българинът като културен посредник // Концепти на българската култура. Изд. УИ „Епископ Константин Преславски“. В. Търново: „Фабер“, 2010, 344 стр.
- ((ru)) Сверх-поведение в болгарской культуре Х века. // Концепти на българската култура. Изд. УИ „Епископ Константин Преславски“. В. Търново: „Фабер“, 2010, 344 стр.
- Лъв Математик и Константин-Кирил.//Акъй бъчела любодяльна. Юбилеен сборник в чест на доц.д-р Цветанка Янакиева, ст.н.с.II ст.д-р Павел Георгиев и доц. Валентин Кулев. Шумен, УИ „Константин Преславски“, 2010, с.29 – 34.

### Публикувани рецензии
- „Малката“ равносметка (Рецензия на: Калина Ковачева. Бюлетин за времето. София, 1977). // Тракия, 1978, № 3, с. 208 – 211.
- За битието на съвременника (Рецензия на: Христо Калчев. Железният кон. София, 1978). // Септември, XXXI, 1978, № 6, с. 255 – 256.
- Към метафоричен размисъл. Защо? (Рецензия на: Кирил Кадийски. Небесни концерти. София, 1979). // Тракия, 1980, № 4.
- Естетически прелом в поезията на 20-те години (Рецензия на: Розалия Ликова. Естетически прелом в поезията на 20-те години. София, 1978). // Литературна мисъл, XXIV, 1980, № 6, с. 159 – 162.
- Мъките на стилиста (Рецензия на: Георги Величков. От трите страни на барикадата. София, 1980). // Септември, XXXIII, 1980, № 12, с. 237 – 239.
- Ритъм и риск (Рецензия на: Миряна Башева. Малка зимна музика. София, 1979). // Тракия, 1982, № 1, с. 123 – 125.
- След аритмиите (Рецензия на: Владимир Левчев. 16 стихотворения. София, 1981). // Септември, XXXV, 1982, № 6, с. 253 – 256.
- Една изповед (Рецензия на: Димитър Коруджиев. Градината с косовете. София, 1984). // Септември, XXXVIII, 1985, № 9, с. 246 – 249.
- Другият Рачо Стоянов (Рецензия на: Николай Димков. Рачо Стоянов. София, 1984). // Зорница, 1987, № 26 – 27, с. 144 – 145.
- Разумът на чувствата (Рецензия на: Екатерина Йосифова. Имена. София, 1987). // Септември, XXXXI, 1988, № 6, с. 251 – 253.
- Антология на българската литература през XIII в. (Рецензия на: Българската литература и книжнина през XIII в. София, 1987). // Литературен фронт, № 21, 19.05.1988.
- Към философията на националната история (Рецензия на: Петър Мутафчиев. Книга за българите. София, 1987). // Литературен фронт, № 35, 25.08.1988.
- Плодовете на романтичния копнеж (Рецензия на: Ганчо Мошков. Стихотворения. Варна, 1987). // Пламък, 1988, № 8, с. 190 – 191.
- Сюжетите на един нов критически стил (Рецензия на: Михаил Неделчев. Социални стилове, критически сюжети. София, 1987). // Септември, XXXXI, 1988, № 9, с. 245 – 248.
- Към верен портрет на твореца (Рецензия на: Николай Звезданов. Неосветените дворове на душата. София, 1987). // Литературен фронт, № 13, 30.03.1989.
- Рецензия на: Тотю Тотев. Преславската керамична икона. София, 1988. // Byzantinoslavica, Praha, LI, №1, 1990, p.p. 73 – 74 ((fr)).
- Рецензия на: Петър Мутафчиев. Книга за българите. София, 1987. // Byzantinoslavica, LI, 2, p. 73 – 74 ((ru)).
- Задълбочено изследване (Рецензия на: Тотю Тотев. Преславското съкровище. Шумен, 1993). // Епохи, II, Велико Търново, 2, 1994, с. 105 – 107.
- Към сърцето на Преславската цивилизация (Рецензия на: Тотю Тотев. Дворцовият манастир в Преслав. Шумен, 1998). // Трудове на катедрите по история и богословие. Т. 3. Шумен, 1999, с. 69 – 70.
- Принос в изследването на славяно-византийските хроники.// Slavia, 79, 2010, с.432 – 439 (Рецензия на: Ана-Мария Тотоманова. Славянската версия на Хрониката на Георги Синкел. София, УИ "Св. Климент Охридски, 2008, с.684).